# Mascots
Pour plus de détails, voir Fiche technique et Distribution.
Mascots est un film américain réalisé par Christopher Guest, sorti en 2016.

## Fiche technique
- Titre : Mascots
- Réalisation : Christopher Guest
- Scénario : Christopher Guest et Jim Piddock
- Pays de production : États-Unis
- Genre : comédie
- Durée : 89 minutes
- Date de sortie : 2016

## Distribution
- Zach Woods (VF : Cédric Dumond) : Mike Murray
- Sarah Baker (VF : Edwige Lemoine) : Mindy Murray
- Parker Posey (VF : Magali Barney) : Cindi Babineaux
- Tom Bennett (VF : Laurent Morteau) : Owen Golly, Jr.
- Michael Hitchcock (VF : Nicolas Marié) : Langston Aubrey
- Jane Lynch (VF : Frédérique Tirmont) : Gabby Monkhouse
- Fred Willard (VF : Hervé Jolly) : Greg Gammons, Jr.
- Ed Begley Jr. (VF : Guy Chapellier) : A. J. Blumquist
- Christopher Moynihan (en) (VF : Bruno Choël) : Phil Mayhew
- Chris O'Dowd (VF : Boris Rehlinger) : Tommy « Zook » Zucarello
- Susan Yeagley (VF : Anne Rondeleux) : Laci Babineaux
- Kerry Godliman (en) (VF : Annabelle Roux) : Sarah Golly
- Jim Piddock (VF : Michel Dodane) : Owen Golly, Sr.
- Christopher Guest (VF : Bernard Alane) : Corky St. Clair
- Don Lake (VF : Philippe Catoire) : Buddy Campbell
- Brad Williams (VF : Sylvain Agaësse) : Ron « le ver » Trippman
- Bob Balaban (VF : Michel Prud'homme) : Sol Lumpkin
- Jennifer Coolidge (VF : Carole Franck) : Jolene Lumpkin
- John Michael Higgins (VF : Philippe Vincent) : Upton French
- Maria Blasucci (en) (VF : Marie Chevalot) : Jessica Mundt
- Scott Williamson (VF : Serge Blumenthal) : Bruce Van Wyck
- Matt Griesser : Andy Dibble
- Kathreen Khavari : Bosphorus Cooper
- Wayne Wilderson : Dr Harper James
- Karly Rothenberg : la mère de Mindy
- Harry Shearer (VF : Dominique Duforest) : l'annonceur de la compétition (voix)
- Oscar Nuñez : Cesar Hidalgo (non crédité)

 Source et légende : version française (VF) sur RS Doublage et selon le carton du doublage français télévisuel.